# Love You Live

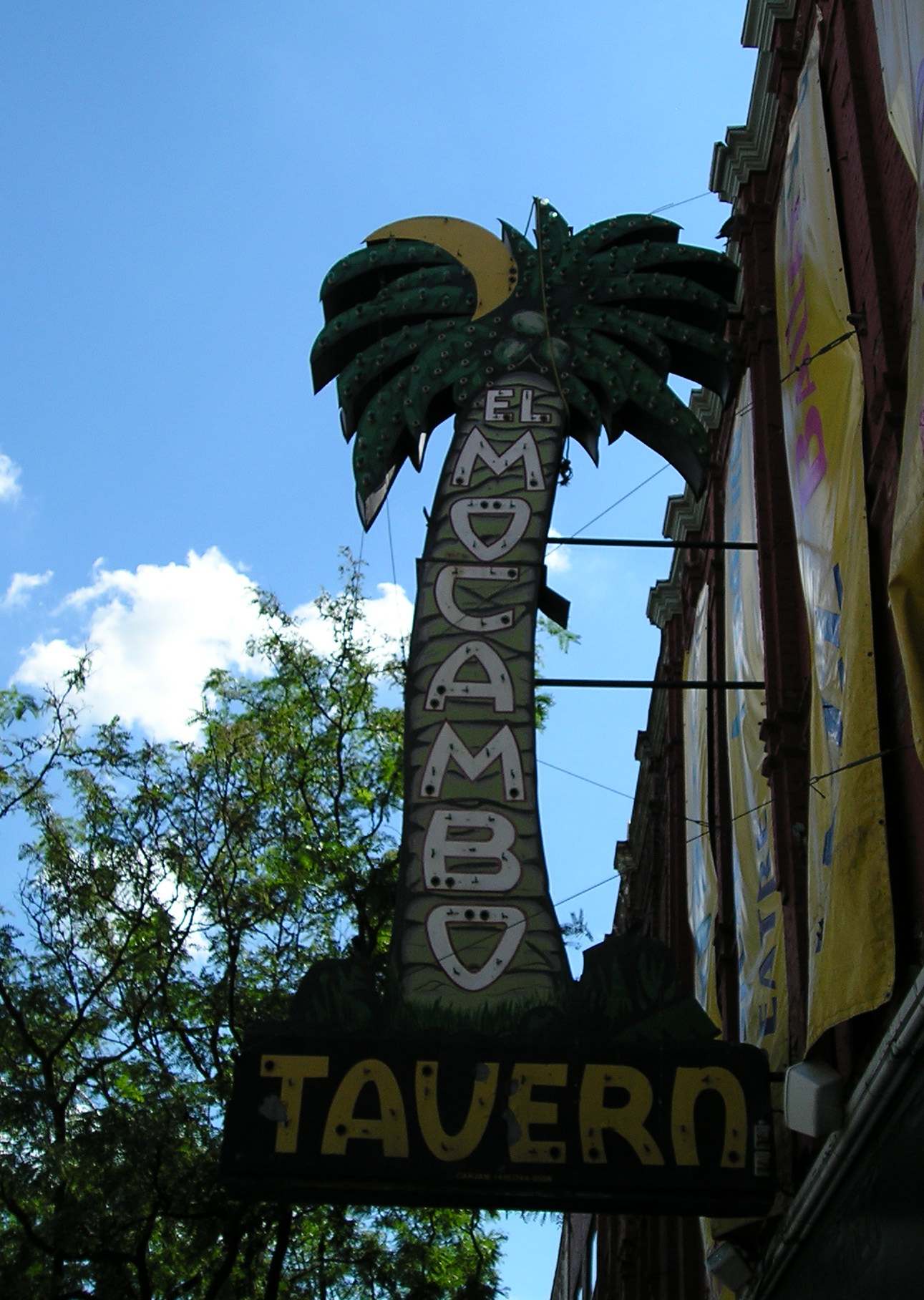
De club El Mocambo in Toronto, waar het album werd opgenomen

Love You Live is een livealbum van The Rolling Stones, uitgegeven in 1977. Het album bevat nummers van de Tour Of Americas die werd gehouden in de Verenigde Staten in de zomer van 1975, de Tour of Europe optredens uit 1976 en optredens van het niet bekende El Mocambo nightclub concertvenue in Toronto 1977. Het is hun derde officiële volledige live-uitgave.
Het album werd in 1998 geremasterd en herdrukt door Virgin Records.
In 2009 werd het geremasterd door Stephen Marcussen en heruitgegeven door Polydor.

## Nummers
- Alle nummers zijn door Mick Jagger en Keith Richards geschreven tenzij anders is aangegeven.

1. Intro: van de 'Fanfare for the Common Man'  (Aaron Copland) – 1:24
2. Honky Tonk Women – 3:19
3. If You Can't Rock Me/Get Off of My Cloud – 5:00
4. Happy – 2:55
5. Hot Stuff – 4:35
6. Star Star – 4:10
7. Tumbling Dice – 4:00
8. Fingerprint File – 5:17
9. You Gotta Move (Fred McDowell/Rev. Gary Davis) – 4:19
10. You Can't Always Get What You Want – 7:42
11. Mannish Boy (Ellas McDaniel/McKinley Morganfield/Mel London) – 6:28
12. Crackin' Up (Ellas McDaniel) – 5:40
13. Little Red Rooster (Willie Dixon) – 4:39
14. Around and Around (Chuck Berry) – 4:09
15. It's Only Rock 'n Roll (But I Like It) – 4:31
16. Brown Sugar – 3:11
17. Jumpin' Jack Flash – 4:03
18. Sympathy for the Devil – 7:51

## Bezetting
- Mick Jagger - zang, mondharmonica, piano, gitaar
- Keith Richards - gitaar, zang
- Ron Wood - gitaar, achtergrondzang
- Bill Wyman - basgitaar
- Charlie Watts - drums

- Ian Stewart - piano
- Billy Preston - piano, clavinet, achtergrondzang
- Ollie Brown - percussie

## Hitlijsten
Album
| Jaar      | Hitlijst                                  | Notering |
| --------- | ----------------------------------------- | -------- |
| 1977      | UK Top 60 Albums                          | 3        |
| 1977 1978 | Billboard Pop Albums Billboard Pop Albums | 5 106    |